# Sandhja
Sandhja Kuivalainen (Helsinki, 16 maart 1991) is een Finse zangeres.

## Biografie
Sandhja werd geboren uit een Indische moeder en een Finse vader. In 2013 bracht ze haar eerste album uit. Begin 2016 nam ze deel aan Uuden Musiikin Kilpailu, de Finse preselectie voor het Eurovisiesongfestival. Met het nummer Sing it away won ze de nationale finale, waardoor ze Finland heeft vertegenwoordigd op het Eurovisiesongfestival 2016, dat gehouden werd in de Zweedse hoofdstad Stockholm. Ze kwam hier niet verder dan de halve finale.